# الدوري الإسباني الدرجة الثانية ب 2009–10
الدوري الإسباني الدرجة الثانية بي 2009–10 (بالإسبانية: Segunda División B de España 2009-10)‏ هو موسم من الدوري الإسباني الدرجة الثانية بي. فاز فيه نادي غرناطة.